# Mattisudden
Mattisudden (lulesamisch Smirjjo) ist ein kleiner Ort (småort) in Nordschweden der Gemeinde Jokkmokk in der schwedischen Provinz Norrbottens län und der historischen Provinz (landskap) Lappland.
Der Ort liegt am Lilla Luleälven etwa neun Kilometer von Jokkmokk entfernt am Riksväg 97. Eisenbahnanschluss besteht über den vier Kilometer entfernten Haltepunkt Geografiska polcirkeln (deutsch: Polarkreis) an der Inlandsbahn.